# Tillandsia walter-richteri
Tillandsia walter-richteri är en gräsväxtart som beskrevs av Wilhelm Weber. Tillandsia walter-richteri ingår i släktet Tillandsia och familjen Bromeliaceae. Inga underarter finns listade i Catalogue of Life.